# Yanguna cometes
Espèce
Yanguna cometes est une espèce de lépidoptères de la famille des Hesperiidae, de la sous-famille des Pyrginae et de la tribu des Pyrrhopygini.

## Dénomination
Yanguna cometes a été décrite par Pieter Cramer en  1779 sous le nom initial de Papilio cometes.

### Nom vernaculaire
Yanguna cometes  se nomme Cometes Skipper en anglais.

### Sous-espèces
- Yanguna cometes cometes ; présent au Surinam.
- Yanguna cometes cometides Mabille & Boullet, 1908 ; présent en Bolivie.
- Yanguna cometes staudingeri (Plötz, 1879) ; présent au Pérou[1].

## Description
Yanguna cometes est un papillon d'une envergure d'environ 30 mm, au corps trapu. Les ailes sont d'une couleur bleu métallique caractéristique.

## Écologie et distribution
Yanguna cometes est présent en Amérique du Sud en deux isolats, l'un en Bolivie, en Équateur et au Pérou, l'autre au Venezuela et au Surinam,,.

### Protection
Pas de statut de protection particulier.